# Sverdlov (Armenia)
Sverdlov (in armeno Սվերդլով?) è un comune di 1 020 abitanti (2001) della Provincia di Lori in Armenia.